# District de Weidu
Le district de Weidu (魏都区 ; pinyin : Wèidū Qū) est une subdivision administrative de la province du Henan en Chine. Il est placé sous la juridiction de la ville-préfecture de Xuchang.